# Il pirata yankee
Il pirata yankee (Yankee Buccaneer) è un film del 1952 diretto da Frederick de Cordova.
È un film d'avventura statunitense con Jeff Chandler, Scott Brady e Suzan Ball.

## Trama
Nel 1823, l'ufficiale di marina David Farragut sale a bordo della fregata Essex e informa il comandante David Porter che la marina militare statunitense sta per requisire la nave per una missione segreta. Porter anni prima aveva addestrato duramente Farragut nel tentativo di insegnargli la disciplina, ma questa volta accoglie Farragut con civile correttezza. Una volta in mare, i due aprono le istruzioni di navigazione e scoprono la loro missione: camuffare la nave dandole l'aspetto di una nave corsara per rintracciare, senza protezione da parte degli Stati Uniti, i pirati che fanno irruzione nelle Antille. 
La notte successiva Farragut è al comando della nave quando si abbatte una tempesta. In seguito a un errore, rompe il timone e la nave è costretta a navigare alla deriva mentre le scorte di viveri cominciano a scarseggiare. Dopo sei giorni l'ufficiale getta le ancore di fronte a un'isola sconosciuta e scende a terra alla ricerca di rifornimenti ma, catturato dai nativi, viene condotto dalla contessa Margarita, profuga portoghese che si nasconde sull'isola intenta all'adempimento di una missione patriottica: impedire che un convoglio di navi in rotta commerciale tra il Brasile e l'Inghilterra venga catturato dal conte Del Prado, governatore spagnolo e capo dei pirati. Una volta portata a bordo, Margarita rivela che suo padre è stato ucciso e che ha bisogno di un passaggio verso il Brasile per avvertire le navi della sua flotta. Porter, affascinato dalla bellezza di Margarita come lo è Farragut, accetta di tenerla a bordo e, con il passare dei giorni, i due uomini si contendono la sua attenzione.
Successivamente la falsa nave corsara getta le ancore in acque spagnole. Margarita sente Porter e Farragut discutere della loro strategia di mimetizzazione e, supponendo che siano in combutta con Del Prado, salta giù dalla nave e nuota a riva. Ferragut, disceso a terra per esplorare, viene fatto prigioniero insieme ai suoi uomini. Essendosi scoperta la sua vera identità, viene sottoposto a tortura da Del Prado affinché riveli i piani della nave. Interviene tempestivamente il capitano Porter che, attaccato con uno stratagemma il castello del governatore, libera Ferragut e Margherita e, dopo un duello con la spada, ha la meglio su Del Prado che confessa l'agguato teso alle navi brasiliane. Dopo aver sventato l'attacco alle navi, Porter può dire di aver finalmente compiuto la sua missione, mentre Ferragut e Margherita si abbracciano giurandosi eterno amore.

## Produzione
Il film, diretto da Frederick De Cordova su una sceneggiatura e un soggetto di Charles K. Peck Jr., fu prodotto da Howard Christie per la Universal International Pictures e girato negli Universal Studios a Universal City in California.

## Distribuzione
Il film fu distribuito con il titolo Yankee Buccaneer negli Stati Uniti dal 16 settembre 1952 (première a Los Angeles) al cinema dalla Universal Pictures.
Alcune delle uscite internazionali sono state:
- in Finlandia il 17 aprile 1953 (Jenkki merirosvo)
- in Svezia l'8 maggio 1953 (Havets äventyrare)
- in Danimarca il 20 maggio 1953 (I sørøvernes kølvand)
- in Germania Ovest il 21 agosto 1953 (Unter falscher Flagge)
- in Austria nel settembre del 1953 (Unter falscher Flagge)
- in Francia il 9 aprile 1954 (Les boucaniers de la Jamaîque)
- in Portogallo l'8 luglio 1954 (Sob Uma Falsa Bandeira)
- in Turchia nel dicembre del 1954 (Ölüm Korsanlari)
- in Cile (Bucaneros del Caribe)
- in Belgio (De vrijbuiter van de Caraïben)
- in Grecia (Enantion olon ton simaion)
- in Brasile (O Capitão Pirata)
- in Italia (Il pirata yankee)

## Critica
Secondo il Morandini il film, "gustoso ma poco originale", si avvale di "costumi sfarzosi, scenografie attendibili" e "scattanti scene di battaglia".